# Asher Angel
Asher Dov Angel (Paradise Valley, 6 settembre 2002) è un attore e cantante statunitense.

## Biografia
Asher Dov Angel è nato a Paradise Valley, in Arizona, nel 2002. Figlio di Jody e Coco Angel, ha un fratello, Avi Samuel, e una sorella, London Bleu, entrambi più piccoli. Di origini ebraiche, oltre a recitare, canta e suona la chitarra.
Ha incominciato a interessarsi alla recitazione all'età di cinque anni, e, nel 2008 ottiene il suo primo ruolo cinematografico nel film Jolene. Sua madre promise di portarlo a Los Angeles se avesse recitato in più di 30 spettacoli locali; da quel momento recitò in numerose produzioni teatrali come La Sirenetta , Seussical, Mary Poppins e Into the Woods al Desert Stages Theater di Scottsdale.
Sua madre mantenne la sua promessa, e, all'età di 12 anni, fece un'audizione a Los Angeles vincendo il ruolo di Jonah Beck nella serie televisiva Andi Mack. Nello stesso anno si trasferisce con la famiglia nello Utah. Nel 2019 ha interpretato il ruolo di Billy Batson nell'adattamento cinematografico della DC Comics, Shazam!, facente parte del DC Extended Universe, nel 2023 riprende il ruolo di Billy Batson nel sequel Shazam! Furia degli dei.

## Vita privata
L'attrice e youtuber Annie LeBlanc ha partecipato al suo video musicale Chemistry. I due hanno cominciato a uscire insieme come amici da novembre 2018, mentre a febbraio 2019 si sono messi insieme. Ad ottobre dello stesso anno Annie pubblica un suo video musicale Utopia, al quale partecipa anche Asher. I due si sono lasciati nel maggio 2020.
Il 31 dicembre 2020 ha confermato con un post su Instagram la sua relazione con Caroline Gregory.

## Filmografia

### Cinema
- Jolene, regia di Dan Ireland (2008)
- On Pointe, regia di Tati Vogt (2018)
- Shazam!, regia di David F. Sandberg (2019)
- Darby Harper - Consulenza fantasmi (Darby and the Dead), regia di Silas Howard (2022)
- Shazam! Furia degli dei (Shazam! Fury of the Gods), regia di David F. Sandberg (2023)

### Televisione
- Nicky, Ricky, Dicky & Dawn – serie TV, episodio 2x14 (2016)
- Criminal Minds: Beyond Borders – serie TV, episodio 1x08 (2016)
- Andi Mack – serie TV, 39 episodi (2017-2019)
- All That – serie TV, episodio 11x18 (2017-2019)
- Il sostituto (The Substitute) – programma TV, puntata 1x07 (2019-)
- Group Chat – reality TV, puntata 2x05 (2017-2019)
- Nickelodeon's Unfiltered – game show TV, puntata 1x02 (2020-2021)
- High School Musical: The Musical - La serie (High School Musical: The Musical: The Series) - serie TV, episodio 2x09 (2021)

## Doppiatori italiani
Nelle versioni in italiano delle opere in cui ha recitato, Asher Angel è stato doppiato da:
- Riccardo Suarez in Shazam!, Shazam! Furia degli dei, Darby Harper - Consulenza fantasmi
- Mattia Fabiano in Andi Mack